# Бопай
Бопа́й (каз. Бопай) — село у складі Каракіянського району Мангистауської області Казахстану. Входить до складу Болашацького сільського округу.
Село утворене 2012 року при залізничній станції.